# 解離 (心理学)
解離（かいり、英語: Dissociation）とは、無意識的防衛機制の一つであり、ある一連の心理的もしくは行動的過程を、個人のそれ以外の精神活動から隔離してしまう事である。
乖離には誰にでも普通にある正常な範囲のものから、障害として扱われる段階までが幅広く含まれる。著しい苦痛を伴うものは解離性障害に分類されるが、こうした症状は他の障害や、身体疾患でも生じる。

## 歴史

### ジャネからサリヴァンへ
「解離」という概念の命名は、フランスの精神科医ピエール・ジャネであると一般にいわれる。ジャネは1889年の著書『心理自動症』の中で「意識の解離」を論じ、「ある種の心理現象が特殊な一群をなして忘れさられるかのような状態」を「解離による下意識」と呼び、その結果生じる諸症状がヒステリーであるとした。 そして現在の解離性同一性障害と全く同じ意味で「継続的複数存在」を論じ、その心理規制を「心理的解離（仏: désagrégation psychologique）」と呼ぶ。ジャネは「dissociation」という用語も使っているが、それは「諸機能の解離（分離）」というような一般用語として用いており、心理機制としての「désagrégation」と区別している。特に「記憶の解離による治療」という言い回しでの「解離（dissociation）」は「解離性障害（Dissociative Disorder）」の「解離」ではなく、「記憶から分離させる」つまり「そんなこと忘れさせる」の意味である。英語圏の精神医学用語として「dissociation」が最初に用いられたのは、1905年にアメリカ合衆国のモールトン・プリンスが著した『人格の解離（The dissociation of a personality）』である。これを発展させてハリー・スタック・サリヴァンは、（同性愛忌避や教会権力などの）文化的圧力から解離させられた人格部分が、「解離されたシステム（dissociated system）」として幻聴や遁走などの行動を誘導すると考えた。サリヴァンの強い影響のもと、第二次世界大戦後の解離研究は、社会心理学やパーソナリティ障害研究を総合する形で、アメリカを中心に発展した。

### 解離・抑圧・スプリッティング
同じ頃にフロイト (Freud,S.) は抑圧という概念を用いて精神分析を形づくっていくが、ヒルガード (Hilgard,E.R.) は1977年の論文で、フロイトの抑圧という概念は水平の壁、あるいは蓋と表現している。この場合、無意識は意識と異なるためその水面下に沈んだ記憶は想起不可能である。それに対して解離の場合は相互に連絡はとれないが、それぞれの意識状態において異なった意識・無意識がある。そこから解離は水平の壁（蓋）ではなくて、垂直の壁であるというのである。ただし、いずれにしても、ある一定の体験の記憶とそれに関わる思考が、通常の意識から切り離されるという点では同じである。
精神分析における防衛機制、で解離のように垂直の壁であるものにスプリッティングがある。メラニー・クラインは、赤子はよく出る乳とよくでない乳を同じものとして認識できないとし、成長とともに同じものとの認識ができるようになるのだが、スプリッティングはその成長と認識が疎外された状態と説明した。それとの差としては、スプリッティングは対象を分けるに対し、解離は自分が分かれるという違いがある。

## 正常な範囲から障害の段階まで

### 生物学的解離と心理的解離
パトナム (Putnam,F.W.) とともに北米での解離性障害の大家として知られるコリン・ロス (Ross, C.A.) は1997年に解離性同一性障害についての治療者の教科書ともいえる『解離性同一性障害：多重人格の診断、臨床的特徴、および治療』改訂版において、解離を「病的／健康」「心理的／生物学的」の 2つの軸により 4つに分けている。
- 健康な心理的解離は「講義に退屈するという心理現象のために白昼夢を見、授業の内容を思い出せない」。
- 健康な生物学的解離は「睡眠という生物学的な現象に伴い、夜中にトイレに行ったことを思い出せない」。
- 病的な生物学的解離は「脳震盪という脳への生物学的な影響のために交通事故を思い出せない」。
- そして病的な心理的解離が解離性障害であるとする。

後述するヒルガード (Hilgard,E.R.) の実験のように催眠によっても意図的に解離を引き起こせるが、それはここでいう「健康な心理的解離」であり、また薬物によっても解離を引き起こすことがあるが、それは「病的な生物学的解離」の範囲であり、解離性障害ではない。

### 連続的か不連続か (DES)
コリン・ロスの2軸のひとつに「病的／健康」があったが、ジャネもモールトン・プリンスも、「現在の解離性同一性障害あるいは解離性障害の範囲に対して「解離」という用語を用いており、「正常な解離」など想像もしていない。それを正常、あるいは日常的な範囲まで拡大したのがヒルガード の新解離論であり催眠実験である。そこでは「解離」は普通の人にも当たり前にある正常な状態から、障害として扱われる異常な状態まで無段階で連続しているとした。
パトナムも当初はその連続体モデルの立場に立ち、1986年という、まだ誰もが手探り状態のときに、解離体験尺度(DES：Dissociative Experience Scale)を作成する。そしてその解離体験度の大きい者の中に解離性障害が潜んでいる可能性が高いと考えた。 DES は、正常範囲の解離現象から精神病的な解離現象までについて尋ねた 28項目の質問紙であり、各問いに0%から100%までの11段階で答えてもらい、全28 項目の平均体験率をDES得点とする。そしてそのDES得点が平均30点以上の場合に、解離性障害を疑ってみるというツールである。あくまでもスクリーニングテストであり、それで障害が確定するものではない。
冒頭に解離は正常な範囲のものから、障害として扱われる段階までを含むとしたが、それは無段階に連続的なのか、それとも不連続で正常と障害の2つのグループがあるのかという問題がある。
パトナムも当初はその連続体モデルの立場であったが、後に離散的行動モデルへ傾き、それを不連続な2つの別のグループという見方に考えを改めている。それがDES・解離体験尺度にも現れているので、以下その項目を例としながら、3段階に分けて見ることにする。

### 誰にでも普通にある正常な範囲
大学等の退屈な講義の最中に空想の世界へ入り込み、チャイムで我にかえる。 小説やゲームに没入して友達が話しかけてもまったく気がつかない。飲み過ぎた翌朝、昨日のことが全く思い出せない。これらは広い意味での解離ではあるが、だれにでもあり、病的な解離ではない。
DES・解離体験尺度は初期のバージョン 28項目には解離の「正常な範囲」も多く含まれていた。以下はDES 28項目から病的解離指標DES-T の8項目を除いた正常解離指標 (NDI) 20項目の一部である。コリン・ロスの 2軸 4分類でいえば「健康な心理的解離」に相当する。
- 1. 車を運転した時や、電車やバスに乗っている途中の出来事を、一部または全部を憶えていない時がある[注 5]。
- 2. 人の話を聞いている時、その内容の一部または全部を全く聞き憶えていない時がある。
- 17. テレビや映画を見るとき、その話にあまりにも没入してしまって、周囲の出来事に気づかなくなる。
- 18. 空想にのめりこみ、それが現実に起きていることのように感じる。
- 20. 何も考えずに、時間が過ぎるのも気づかないで、ただジッと空（そら）を見つめている。
- 24. あることを実行したのか、それともしようと考えただけなのか憶えていないときがある。

これらは誰にでも多少はある正常な範囲であり、研究者的には「解離」であっても、一般人の日常的な感覚ではわざわざ「解離」とは呼ばない。 例えば上記の 17.だった者に「没頭してたんでしょ」とは言っても「解離してたんでしょ」とは言わないし、普通の人には会話として成り立たない。

### 不幸な出来事ではあるが正常な範囲
不幸に見舞われた人が目眩を起こし気を失ったりするがこれは正常な範囲での「解離」である。 さらに大きな精神的苦痛で、かつ子供のように心の耐性が低いとき、限界を超える苦痛や感情を体外離脱体験や記憶喪失という形で切り離し、自分の心を守ろうとするが、それも一時的であれば人間の防衛本能としての「解離」であり、日常的ではないが障害ではない。

### 障害となる段階
障害となるのは次のような段階である。 空想と解離は、慢性的なストレス状況におかれた子供にとっては唯一の実行可能な逃避行であるが、 状況が慢性的であるがゆえにその状態が恒常化し、コントロール（自己統制権）を失って別の形の苦痛を生じたり、社会生活上の支障まできたす。これが解離性障害である。 解離性同一性障害は、切り離した自分の感情や記憶が裏で成長し、あたかもそれ自身がひとつの人格のようになって、一時的、あるいは長期間にわたって表に現れる状態である。
解離性障害の可能性が高くなるのは、DES-Taxon でも病的な解離性障害に関わる以下の8項目の少なくともひとつに相当の頻度で該当する、あるいは複数に該当する場合である。
- 3. 気がつくと別の場所にいて、どうしてそこまで行ったのか自分でも分らない。
- 5. 自分の持ち物の中に自分では買った憶えがない新しい物がある。
- 7. まるで他人を見るように自分自身を外から眺めているという経験をすることがある。
- 8. 友達や家族に気がつかない。あるいはそうと認めないことがあると、他人から時々指摘される。
- 12. 周囲の人間や、物や、出来事が現実のものでないように感じる。
- 13. 自分の体が自分のものではないと感じる時がある。
- 22. 状況が変わるとまったく別の行動をするので、自分が二人いるように感じてしまう。
- 27. 時々頭の中から聞こえて、何かを命令したり、自分の行為にコメントをすることがある。

これらの質問に高い確率で該当があれば解離性障害の可能性は高まるが、それだけで判断する訳ではもちろんない。こうした定型の質問ではなく、より細かい具体的な話のなかから医師が総合的に診断を行うことになる。解離症状は解離性障害だけにあるものではない。急性ストレス障害 (ASD)、心的外傷後ストレス障害 (PTSD) にも、境界性パーソナリティ障害にも解離症状は見られる。
現在よく使用されるDSMの分類は「記述式」と呼ばれる「症状」を中心とした分類であるので、解離性障害もPTSDも境界性パーソナリティ障害も別々の大分類に分かれるが、構造的解離理論の中では解離の 3段階の中にPTSDも境界性パーソナリティ障害もとらえられていたりする。
障害となった段階の解離、および構造的解離理論については解離性障害を参照のこと。

## 注記
1. ↑  邦題は『ミス・ピーチャム あるいは失われた自己』。なおこの概要は1900年にパリで開かれた国際心理学会において「多重人格の諸問題」というタイトルで発表されている。
2. ↑  その日本語訳は岡野憲一郎 2009, pp. 291–294 にある。なお以降DESからの引用にはDESでの番号をふる。また文面は要約である。
3. ↑  初期には0%から100%までを100mmの直線で表し、そのどこかに印しを付けてもらっていたが、メートル法の物差しが浸透していなかったため、10段階の目盛りに改められた。 その平均値は本来「%」だが、本稿ではこれ以降「点」と呼ぶ。 ロス(Ross,C.A.)が1991年にカナダで行った一般人1,055人の調査では30点未満が95%となった。 カールソン (Carlson,E.B.) とパトナム (Putnam,F.W.) らの1993年の報告では、30点より少ない人の99%は解離性同一性障害ではなく、30点以上の人の17%は解離性同一性障害と診断された。 何点以上は解離性同一性障害というものではない。 また、ほかの精神疾患者にこのテストを行うと中央値は統合失調症では20.6点、PTSDでは31.3点、解離性同一性障害では57.1点だったという。 他の複数の報告でも得点は変わっても傾向は同じである(岡野憲一郎 2009, p. 290)。 ただしPTSDの31.3点は平均であり、実際には得点17点の群と得点が44点と高い群に分かれる(パトナム 1997, p. 94)
4. ↑  舛田亮太はDESの正常解離指標 (NDI) とは別に「日常的解離尺度（短縮版）」を作成している。
5. ↑  正確には「車を運転したり、地下鉄やバスなどに乗っていて、その行程の間（その一部ないしはすべて）に何が起きたかを全然覚えていないことに急に気がつくという体験をする人がいます。何%の割合でそのようなことがあなたに起きますか？その数字に○をしてください」(岡野憲一郎 2009, p. 291)というような文面であるが、ここでは短縮した。
6. ↑  田辺肇 「病的解離性のDES-Taxon簡易判定法」(こころのりんしょう 2009, p. 288)、パトナム 1997, pp. 82–85。その内容は岡野憲一郎 2007, p. 151、およびパトナム (Putnam,F.W.) の著書にある。 ウォーラーがTaxon（類型学的モデル ）の方がよく当てはまると、連続体モデルのDESに疑念を表明したのは1995年であり、それがパトナム (Putnam,F.W.) の病理理解が発達論（離散的行動モデル ）に傾いた契機となった。

## 関連文献
- 若林明雄「'解離性同一性障害(多重人格障害)'の精神病理学的・認知心理学的検討 : 心因性記憶障害としての多重人格症状」『性格心理学研究』第6巻第2号、日本パーソナリティ心理学会、1998年、122-137頁、CRID 1390001206055976320、doi:10.2132/jjpjspp.6.2_122、ISSN 13453629。